# Pizzo Pianché
Pizzo Pianché är en bergstopp i Schweiz.   Den ligger i distriktet Blenio och kantonen Ticino, i den sydöstra delen av landet, 130 km sydost om huvudstaden Bern. Toppen på Pizzo Pianché är 2 228 meter över havet, eller 108 meter över den omgivande terrängen. Bredden vid basen är 0,65 km.
Terrängen runt Pizzo Pianché är huvudsakligen mycket bergig. Närmaste större samhälle är Biasca, 9,4 km sydost om Pizzo Pianché. 
I omgivningarna runt Pizzo Pianché växer i huvudsak blandskog. Runt Pizzo Pianché är det ganska glesbefolkat, med 50 invånare per kvadratkilometer.